# 지미 카터 대통령 취임식
지미 카터의 제39대 미국 대통령 취임식은 1977년 1월 20일 목요일 워싱턴 D.C.에 위치한 미국 국회의사당 동쪽 주랑에서 열렸다. 이는 48번째 취임식으로, 지미 카터와 월터 먼데일의 대통령 및 부통령 단일 임기가 시작됨을 알렸다. 대법원장 워런 E. 버거는 카터에게 대통령 취임 선서를 주관했으며, 하원의장 팁 오닐은 먼데일에게 부통령 취임 선서를 주관했다. 이 취임식은 국회의사당 동쪽 주랑에서 열린 마지막 취임식이었으며, 대법원장이 대통령 취임 선서를 할 때 단상 왼쪽에 서서 관중을 마주보았던 마지막 사례였다. 정확히 40년 후, 카터는 2017년 도널드 트럼프 대통령 취임식에 참석하여 취임 40주년을 맞은 최초의 미국 대통령이 되었다.

## 취임식
카터는 미가 6장 8절이 펼쳐진 가문의 성경과 1789년 취임식에서 조지 워싱턴이 사용했던 성경을 사용하여 선서했다. 워싱턴 소유였던 성경은 당시 세인트 존스 프리메이슨 롯지 1호에 보관되어 있었다. 날씨는 추웠지만 화창했으며, 체감 온도는 영하 10도대에 달했다. 정오 예상 기온은 약 28 °F (−2 °C)였지만, 추운 날씨에도 불구하고 많은 흥분한 관중들이 새 대통령이 취임하는 모습을 보기 위해 몰려들었다. 카터는 취임 선서에서 본명인 제임스 얼 대신 자신의 별명인 "지미"를 사용했다. 그는 공식적인 자리에서 별명을 사용한 최초의 대통령이었으며, 취임 선서에서 별명을 사용한 유일한 대통령이었다.
카터의 취임사는 1,228단어 길이였다. 이 연설에서 그는 "우리 모두에게 새로운 정신을 가져오겠다"고 말하며, 미국인들에게 "실패나 평범함의 가능성을 거부하라"고 촉구했다. 그는 또한 언젠가 "세계의 국가들이 우리가 전쟁 무기가 아닌 우리의 가장 소중한 가치를 반영하는 국제 정책을 바탕으로 지속적인 평화를 건설했다고 말할 수 있기를" 바란다고 밝혔다.
축복은 가톨릭 대주교 존 로치와 감리교 주교 윌리엄 랙스데일 캐논이 주었다.
취임 선서식 후 카터는 국회의사당에서 백악관까지의 취임 후 퍼레이드를 걸어서 진행한 최초의 대통령이 되었다. 카터는 또한 합동 의회 취임 위원회가 주최하는 전통적인 취임 오찬을 취소해 달라고 요청했다. 행사는 CBS를 통해 보도되었고, 취임식은 미국 전역에 TV로 중계되었다.
카터 취임식은 메트로 시스템 개통 후 첫 취임식이었으며, 취임 위원회가 하루 종일 시스템을 무료로 이용할 수 있도록 비용을 지불한 덕분에 하루 이용객 68,023명이라는 기록을 세웠다. 이 기록은 다음 해 7월 시스템이 확장될 때까지 지속되었다.

## 음악
카터 취임식에서 공연된 곡으로는 윌리 넬슨의 "Crazy" (린다 론스태트 노래), 어빙 벌린의 "갓 블레스 아메리카" (아레사 프랭클린 노래), 레너드 번스타인과 앨런 제이 러너의 브로드웨이 뮤지컬 1600 펜실베이니아 애비뉴의 "Take Care of This House" (프레데리카 본 슈타데와 내셔널 교향악단 연주), 조지 거슈윈의 포기와 베스의 "Bess, You Is My Woman Now" (가사: 듀보즈 헤이워드) (도니 레이 앨버트와 클라마 데일 노래) 등이 있었다. 또한, 아름다운 미국은 미국 해병대 밴드에 의해 연주되었고, 공화국 전투찬가는 애틀랜타 대학교, 클라크, 모어하우스, 모리스 브라운, 그리고 스펠만 칼리지 및 초교파 신학센터에서 선별된 합창단에 의해 불려졌다. 국가는 애틀랜타 출신의 홀로코스트 생존자 칸토르 아이작 굿프렌드가 불렀다.

## 같이 보기
- 지미 카터의 대통령 전환
- 지미 카터 대통령 임기 타임라인 (1977년)
- 1976년 미국 대통령 선거
- 지미 카터 1976년 대선 캠페인

## 내용주
1. ↑  1993년부터 2001년까지 제42대 대통령을 지낸 빌 클린턴은 종종 "빌"이라는 별명을 사용했지만, 문서에는 "William J."라고 서명하는 경향이 있었고, "William Jefferson"이라는 본명으로 선서했다.